# VV Veendam in het seizoen 1961/62
Het seizoen 1961/1962 was het achtste jaar in het bestaan van de Veendamse betaaldvoetbalclub Veendam. De club kwam uit in de Eerste divisie A en eindigde daarin, na een tweetal beslissingswedstrijden, op de vijfde plaats. Tevens deed de club mee aan het toernooi om de KNVB beker, hierin werd in de eerste ronde verloren van Zwartemeer (0–1).

## Wedstrijdstatistieken

### Eerste divisie A
|       | AGOVV | Alkmaar '54 | BVV   | D.F.C. | DHC   | Eindhoven | Fortuna | Go Ahead | 't Gooi | Haarlem | Helmond | KFC   | Leeuwarden | Sittardia | Stormvogels | SVV   | Vitesse |
| ----- | ----- | ----------- | ----- | ------ | ----- | --------- | ------- | -------- | ------- | ------- | ------- | ----- | ---------- | --------- | ----------- | ----- | ------- |
| Thuis | 4 – 0 | 1 – 2       | 2 – 1 | 3 – 0  | 1 – 1 | 1 – 0     | 1 – 2   | 1 – 1    | 2 – 1   | 6 – 2   | 1 – 0   | 3 – 0 | 3 – 1      | 0 – 0     | 4 – 0       | 1 – 0 | 4 – 0   |
| Uit   | 1 – 1 | 1 – 0       | 1 – 1 | 0 – 0  | 0 – 0 | 5 – 3     | 1 – 0   | 1 – 0    | 1 – 3   | 0 – 0   | 1 – 4   | 2 – 2 | 1 – 1      | 5 – 0     | 3 – 3       | 2 – 1 | 2 – 3   |

### Beslissingswedstrijden
| 1e wedstrijd                                                                                       | SVV                             | 2 – 0 (0 – 0) | Veendam               |
| 31 mei 1962 Plaats: Schiedam Frankelandsedijk Toeschouwers: 8.000 Scheidsrechter: Dirk van Male    | Joop Herwig 76' Joop Herwig 88' |               |                       |
| 2e wedstrijd                                                                                       | Veendam                         | 2 – 1 (2 – 1) | Eindhoven             |
| 3 juni 1962 Plaats: Veendam De Langeleegte Toeschouwers: 8.500 Scheidsrechter: Andries van Leeuwen | Jan Kuiper 14' Jan Hoekema 15'  |               | 38' (e.d.) Max Rosies |

### KNVB beker
| 1e ronde                                     | Veendam | 0 – 1 (0 – 1) | Zwartemeer           |
| 31 maart 1962 Plaats: Veendam De Langeleegte |         |               | 30' Willy Hoogenberg |

## Statistieken Veendam 1961/1962

### Eindstand Veendam in de Nederlandse Eerste divisie A 1961 / 1962
| Stand | Gespeeld | Gewonnen | Gelijk | Verloren | Punten | Doelpunten voor | Doelpunten tegen |
| ----- | -------- | -------- | ------ | -------- | ------ | --------------- | ---------------- |
| 5e    | 34       | 15       | 11     | 8        | 41     | 60              | 38               |

### Topscorers
| #      | Naam               | Goal |
| ------ | ------------------ | ---- |
| 1.     | Eef Drommel        | 20   |
| 2.     | Jan Hoekema        | 12   |
| 2.     | Willy Wilbers      | 12   |
| 4.     | Bert Bouma         | 4    |
| 4.     | Mattheus Korte     | 4    |
| 6.     | Gerrit Uittenbosch | 3    |
| 7.     | Sietze de Jong     | 2    |
| 7.     | Jan Kuiper         | 2    |
| 9.     | Renze Veenstra     | 1    |
| Totaal | Totaal             | 60   |

| #      | Naam        | Goal |
| ------ | ----------- | ---- |
| 1.     | Jan Hoekema | 1    |
| 1.     | Jan Kuiper  | 1    |
| Totaal | Totaal      | 2    |

| #      | Naam        | Goal |
| ------ | ----------- | ---- |
| –      | Geen speler | 0    |
| Totaal | Totaal      | 0    |